# OBOS-ligaen
1. Divisjon este eșalonul secund și a doua cea mai importantă competiție din sistemul fotbalistic din Norvegia.
De facto, Adeccoligaen este o ligă cu statut semi-profesionist. Din 2009 numărul echipelor participante în această competiție a fost mărit de la 14 la 16.

## Istorie
Între 1963 și 1990, al doilea cel mai înalt nivel din fotbalul norvegian a fost numit 2. divisjon. În 1991, din cauza rebranding-ului nivelului de vârf în 1990, a fost redenumit la numele său inițial; 1. divizie.Format:Citare necesară 1. diviziune a fost numele acestui nivel de atunci, cu excepția perioadelor în care liga a avut un nume afiliat sponsorului.Format:Citare necesară Între 2005 și 2013, nivelul a fost cunoscut sub numele de Adeccoligaen, iar din 2015 până în 2020, numele oficial al ligii este OBOS-ligaen.
Din 1963 până în 1990, al doilea nivel din fotbalul norvegian a fost numit 2. divisjon. Până în 1996, echipele diviziei 1 au fost împărțite în două grupe. Această statistică arată cluburile câștigătoare, locul secund, echipele din play-off, cel mai bun marcator și media de prezență a ligii începând cu primul sezon din grupa 1. diviziune din 1997. Echipele cu litere „îngrosate” au câștigat promovarea din play-off și au fost promovați în Eliteserien.
| Sezon | Câștigător      | Competitorul de pe locul 2       | Play-off de promovare                                 | Golgheter                                                    | Prezența medie |
| ----- | --------------- | -------------------------------- | ----------------------------------------------------- | ------------------------------------------------------------ | -------------- |
| 2023  | Fredrikstad     | KFUM Oslo                        | Kristiansund, Kongsvinger, Start, Bryne               | 16 – Benjamin Stokke (Kristiansund)                          | 1 851          |
| 2022  | Brann           | Stabæk                           | Start, KFUM Oslo, Sandnes Ulf and Kongsvinger         | 16 – Bård Finne (Brann) and Gift Orban (Stabæk)              | 2 057          |
| 2021  | HamKam          | Aalesund                         | Jerv, Fredrikstad, KFUM Oslo and Sogndal              | 24 – Oscar Aga (Grorud)                                      | 917            |
| 2020  | Tromsø          | Lillestrøm                       | Sogndal, Ranheim, Åsane and Raufoss                   | 19 – Henrik Udahl (Åsane)                                    | 213            |
| 2019  | Aalesund        | Sandefjord                       | Start, KFUM Oslo, Kongsvinger and Sogndal             | 19 – Pontus Engblom (Sandefjord)                             | 1 434          |
| 2018  | Viking          | Mjøndalen                        | Aalesund, Sogndal, Ullensaker/Kisa and Nest-Sotra     | 21 – Tommy Høiland (Viking)                                  | 1 711          |
| 2017  | Bodø/Glimt      | Start                            | Mjøndalen, Ranheim, Sandnes Ulf and Ullensaker/Kisa   | 28 – Kristian Fardal Opseth (Bodø/Glimt)                     | 1 422          |
| 2016  | Kristiansund    | Sandefjord                       | Jerv, Sandnes Ulf, Kongsvinger and Mjøndalen          | 26 – Pontus Engblom (Sandnes Ulf)                            | 1 495          |
| 2015  | Sogndal         | Brann                            | Kristiansund, Hødd, Jerv and Ranheim                  | 17 – Pontus Engblom (Sandnes Ulf) and Robert Stene (Ranheim) | 1 998          |
| 2014  | Sandefjord      | Tromsø                           | Mjøndalen, Kristiansund, Bærum and Fredrikstad        | 19 – Pål Alexander Kirkevold (Sandefjord)                    | 1 376          |
| 2013  | Bodø/Glimt      | Stabæk                           | Hødd, Ranheim, Hamarkameratene and Mjøndalen          | 18 – Jo Sondre Aas (Ranheim)                                 | 1 453          |
| 2012  | Start           | Sarpsborg 08                     | Sandefjord, Mjøndalen, Bodø/Glimt and Ullensaker/Kisa | 20 – Martin Wiig (Sarpsborg 08)                              | 1 330          |
| 2011  | Hønefoss BK     | Sandnes Ulf                      | NFF removed the play-offs ahead of the season         | 18 – Vegard Braaten (Alta)                                   | 1 186          |
| 2010  | Sogndal         | Sarpsborg 08                     | Fredrikstad, Løv-Ham and Ranheim                      | 17 – Marius Helle (Bryne)                                    | 1 544          |
| 2009  | Haugesund       | Hønefoss                         | Kongsvinger, Sogndal and Sarpsborg 08                 | 24 – Thomas Sørum (Haugesund)                                | 1 271          |
| 2008  | Odd Grenland    | Sandefjord (2nd) and Start (3rd) | Sogndal                                               | 22 – Péter Kóvacs (Odd Grenland)                             | 1 984          |
| 2007  | Molde           | Hamarkameratene                  | Bodø/Glimt                                            | 23 – Kenneth Kvalheim (Notodden)                             | 1 726          |
| 2006  | Strømsgodset    | Aalesund                         | Bryne                                                 | 19 – Mattias Andersson (Strømsgodset)                        | 1 981          |
| 2005  | Stabæk          | Sandefjord                       | Moss                                                  | 27 – Daniel Nannskog (Stabæk)                                | 1 388          |
| 2004  | Start           | Aalesund                         | Kongsvinger                                           | 18 – Paul Oyuga (Bryne)                                      | 1 696          |
| 2003  | Hamarkameratene | Fredrikstad                      | Sandefjord                                            | 19 – Markus Ringberg (Fredrikstad)                           | 1 656          |
| 2002  | Tromsø          | Aalesund                         | Sandefjord                                            | 18 – Morten Gamst Pedersen (Tromsø)                          | 1 174          |
| 2001  | Vålerenga       | Start                            | Hamarkameratene                                       | 18 – Bala Garba (Haugesund) and Marino Rahmberg (Raufoss)    | 1 490          |
| 2000  | Lyn             | Strømsgodset                     | Sogndal                                               | 25 – Jostein Flo (Strømsgodset)                              | 775            |
| 1999  | Haugesund       | Bryne                            | Start                                                 | 17 – Anders Blomquist (Haugesund)                            | 1 033          |
| 1998  | Odd Grenland    | Skeid                            | Kjelsås                                               | 18 – Caleb Francis (Bryne)                                   | 741            |
| 1997  | Vålerenga       | Moss                             | Eik-Tønsberg                                          | 16 – Espen Musæus (Vålerenga)                                | 1 169          |

An Câștigătorul diviziei 1 Câștigătorul diviziei 2 Calificate la baraj
1996	Lyn,	Haugesund,	Odd Grenland, Sogndal	
1995	Moss,	Skeid,	Sogndal, Strømsgodset	
1994	Strindheim,	Hødd,	Stabæk, Molde (Bekke lag direkte opprykk)
1993	Vålerenga,	Sogndal,	Strømsgodset, Bryne		
1992	Bodø/Glimt,	Fyllingen,	Drøbak/Frogn, Strømmen	
1991	Mjøndalen,	Hamarkameratene,	Bryne, Strindheim	
1990	Sogndal,	Lyn,	Bryne, Eik	
1989	Fyllingen,	Strømsgodset,	Djerv 1919, Hamarkameratene	
1988	Viking,	Mjølner	Start, Hamarkameratene	
1987	Sogndal,	Strømmen,	Djerv 1919, Lyn		
1986	Moss,	Brann,	Drøbak/Frogn, Vidar	
1985	Hamarkameratene,	Strømmen,	Sogndal, Tromsø	
1984	Mjøndalen,	Brann,	Hamarkameratene, Vidar	
1983	Fredrikstad,	Molde,	Pors, Strindheim	
1982	Kongsvinger,	Brann,	Eik, Steinkjer	
1981	Mjøndalen,	Sogndal	Pors, Molde	
1980	Hamarkameratene,	Brann,	Mjøndalen, Haugar	
1979	Fredrikstad,	Lyn,	Pors, Molde		
1978	Mjøndalen,	Rosenborg,	Fredrikstad, Hamarkameratene, Tromsø
1977	Skeid,	Lyn,	Odd, Steinkjer, Mo		 
1976	Moss,	Vålerenga,	Odd, Lyn, Bodø/Glimt		
1975	Bryne,	Hamarkameratene,	Vard Haugesund, Odd, Bodø/Glimt		
1974	Os,	Lillestrøm,	Fredrikstad, Eidsvold Turn, Bodø/Glimt		
1973	Sarpsborg FK,	Molde,	Vålerenga, Bryne, Mjølner	
1972	Start,	Frigg,	Pors, Raufoss, Mo		 
An Câștigătorul diviziei 1 Câștigătorul diviziei 2 Câștigătorul diviziei 3 (Districtul IX-X) Cel mai bun marcator Prezență medie
1971	Mjøndalen,	Skeid,	Mjølner,		 
An Câștigător divizia 1 Câștigător divizia 2 Cel mai bun marcator Prezență medie
1970	Frigg,	Lyn			 
1969	Pors,	Hamarkameratene		
1968	Start,	Hødd			
1967	Viking,	Brann			 
1966	Strømsgodset,	Rosenborg			
1965	Lisleby,	Hødd			 
1964	Odd,	Steinkjer	
1963	Sandefjord BK,	Raufoss